# Yrjö Kilpinen
Yrjö Henrik Kilpinen né à Helsinki le 4 février 1892 et mort en cette ville le 2 mars 1959 est un compositeur finlandais.

## Biographie
Il a fait ses études musicales à Helsinki, Vienne et Berlin. Il est d'abord critique musical et professeur avant de se consacrer uniquement à la composition à partir de 1925. Il est surtout connu pour ses mélodies, il en a écrit plus de six cents, d'après des poèmes finlandais, suédois et allemands. On peut citer Kanteletar-lauluja, soixante-quatre mélodies d'après Kanteletar (1953–54). Son style, classique, s’inspire étroitement du lied romantique allemand.
En 1948, est nommé Académicien.

## Œuvres (sélection)
- suite pour viole de gambe et piano (1939)
- 2 suites pour piano (1943)
- sonate pour violoncelle et piano (1951)
- Kanteletar-lauluja, 64 mélodies d'après Kanteletar (1953–54)
- 6 sonates pour piano

## Sources
- (en) Cet article est partiellement ou en totalité issu de l’article de Wikipédia en anglais intitulé « Yrjö Kilpinen » (voir la liste des auteurs).

- Dictionnaire de la musique Les hommes et leurs œuvres, Marc Honegger, éditions Bordas